# محوطه خالو خالو ۲
محوطه خالو خالو ۲ در شهرستان گیلانغرب، بخش مرکزی، دهستان چله، ۵۰ متری جنوب شرقی روستای خالوخالو واقع شده و این اثر در تاریخ ۲۷ اسفند ۱۳۸۶ با شمارهٔ ثبت ۲۲۳۳۶ به‌عنوان یکی از آثار ملی ایران به ثبت رسیده است.